# JFET

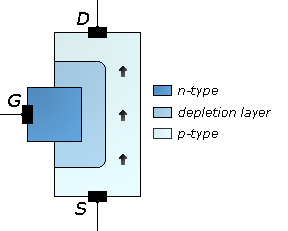
depletion layer — Область збіднення

JFET — польовий транзистор з керуючим p-n переходом (англ. junction gate field-effect transistor).
Він може бути використаний як керований перемикач або як потенціометр, керований напругою. Застосовуючи зворотню напругу зміщення до затвора, канал «затискається», так що протікання електричного струму ускладнене або його повністю вимкнено.

N-канальний

P-канальний

## Структура
JFET являє собою відносно довгий канал напівпровідникового легованого матеріалу, що містить велику кількість позитивних носіїв заряду або дірок (р-типу) чи негативних носіїв або електронів (n-тип). Омічні контакти на кожному кінці створюють виводи витоку (S, англ. source) і стоку (D, drain). PN-перехід сформований на одній або обох сторонах каналу, або навколо нього, використовує область легування з провідністю, протилежній каналу, і зміщений за допомогою омічного контакту затвора (G, gate).

## Характеристики і параметри JFET
До основних характеристик відносяться:
- Сток-затворна характеристика — це залежність струму стоку (Id) від напруги на затворі (Ugs) для транзисторів з каналом N-типу.
- Стокова характеристика — це залежність Id від Uds при постійній напрузі на затворі.

## Основні параметри
- Напруга відсікання (порогова напруга, Vp).
- Крутість сток-затворної характеристики. Вона показує, на скільки міліампер змінюється струм стоку при зміні напруги на затворі на 1В[1].

## Порівняння з іншими транзисторами
При кімнатній температурі струм затвора JFET порівняний з MOSFET (який визначається якістю ізолюючого оксиду між затвором і каналом), але набагато менше, ніж базовий струм в біполярному транзисторі. JFET має більш високу крутизну, ніж MOSFET, а також низький рівень флікер-шуму, і тому використовується в деяких малошумлячих операційних підсилювачах з високим вхідним імпедансом.